# Leptomydas turcicus
Leptomydas turcicus är en tvåvingeart som beskrevs av Wray Merrill Bowden 1983. Leptomydas turcicus ingår i släktet Leptomydas och familjen Mydidae.
Artens utbredningsområde är Turkiet. Inga underarter finns listade i Catalogue of Life.